# Армъните в Гърция (книга)
„Армъните в Гърция“ е специализиран етнографски труд, посветен на историята на арумъните и по-специално на тези от територията на съвременна Гърция. Акцентът е върху, според гръцките сведения, половинмилионното инородно негръцко население в Северна Гърция до 1928 г. и последвалата му елинизация, включително посредством заселването в тези земи на анатолийско население, след размяната на население между Гърция и Турция, последвала от малоазийската катастрофа.
Книгата е посветена на Дина Кувата.